# Le Riols

Le Riols este o comună în departamentul Tarn din sudul Franței. În 2009 avea o populație de 116 de locuitori.

## Evoluția populației
| An        | 1975 | 1982 | 1990 | 1999 | 2006 | 2009 |
| --------- | ---- | ---- | ---- | ---- | ---- | ---- |
| Populație | 161  | 155  | 147  | 130  | 113  | 116  |